# Vĩnh An (thị trấn)
Vĩnh An là thị trấn huyện lỵ của huyện Vĩnh Cửu, tỉnh Đồng Nai, Việt Nam.

## Địa lý
Thị trấn Vĩnh An có vị trí địa lý:
- Phía đông giáp xã Thanh Bình và xã Cây Gáo, huyện Trảng Bom
- Phía tây giáp xã Trị An
- Phía nam giáp xã Vĩnh Tân
- Phía bắc giáp các xã Mã Đà và Hiếu Liêm qua sông Đồng Nai.

Thị trấn Vĩnh An có diện tích 3.294,18 ha, nằm ở trung tâm huyện Vĩnh Cửu, bên hồ Trị An và cách thành phố Biên Hòa 36 km. Tổng số dân của thị trấn là 26.551 người, với 6.969 hộ gia đình. Trên địa bàn thị trấn hiện có 13 dân tộc, chiếm đa số là dân tộc Kinh.
Thị trấn có địa hình đồi lượn sóng chia cắt nhẹ, với độ dốc trung bình từ 50 – 10 m, độ cao tương đối từ 35 – 55 m và độ cao tuyệt đối 55 m.

## Hành chính
Thị trấn Vĩnh An được chia thành 8 khu phố: 1, 2, 3, 4, 5, 6, 7, 8.

## Lịch sử
Sau năm 1975, Cây Gáo là một xã thuộc huyện Vĩnh Cửu.
Ngày 23 tháng 12 năm 1985, huyện Vĩnh Cửu chuyển thành thị xã Vĩnh An. Đồng thời, xã Cây Gáo tiếp nhận thêm lâm trường Mã Đà của huyện Tân Phú cắt sang và chuyển thành phường Cây Gáo.
Ngày 12 tháng 2 năm 1987, một phần diện tích và dân số của phường Cây Gáo được tách ra để thành lập xã Vĩnh Tân.
Ngày 29 tháng 8 năm 1994, huyện Vĩnh Cửu được tái lập trên cơ sở giải thể thị xã Vĩnh An. Đồng thời, phường Cây Gáo giải thể để thành lập thị trấn Vĩnh An - thị trấn huyện lỵ huyện Vĩnh Cửu.
Ngày 13 tháng 3 năm 2003, xã Mã Đà được thành lập trên cơ sở 40.078,47 ha diện tích tự nhiên và 6.595 nhân khẩu của thị trấn Vĩnh An. Thị trấn Vĩnh An còn lại 3.446 ha diện tích tự nhiên và 19.506 nhân khẩu.